# Luehdorfia puziloi
Luehdorfia puziloi es una especie de mariposas de la familia de los papiliónidos.

## Subespecies
- Luehdorfia puziloi puziloi (sureste de Rusia)
- Luehdorfia puziloi coreana  Matsumura, 1927  (Corea)
- Luehdorfia puziloi inexpecta  Sheljuzhko, 1913  (Japón)
- Luehdorfia puziloi jezoensis  Matsumura
- Luehdorfia puziloi lenzeni  Bryk, 1938  (China)
- Luehdorfia puziloi lingjangensis  Lee, 1982  (China)
- Luehdorfia puziloi machimuraorum  Fujioka, 2003  (sureste de Rusia)
- Luehdorfia puziloi yessoensis  Rothschild, 1918  (Japón)